# 1093

## Události
- Anselm jmenován biskupem v Canterbury

## Narození
- 16. ledna – Izák Komnenos, syn byzantského císaře Alexia I. Komnena († 1152)
- ? – Balduin VII. Flanderský, hrabě flanderský († 17. ledna 1119)
- ? – Konrád III. – římský král († 15. února 1152)
- ? – Šimon Sicilský, sicilský hrabě z normanské dynastie Hautevillů († 28. září 1105)

## Úmrtí
- 13. dubna – Vsevolod I. Jaroslavič, kyjevský kníže, syn Jaroslava Moudrého a švédské princezny Ingigerd (* 1030)
- 30. července – Berta Holandská, francouzská královna jako manželka Filipa I. (* 1058?)
- 13. listopadu – Malcolm III., skotský velekrál (* 1033)
- 16. listopadu – Markéta Skotská, skotská královna jako manželka Malcolma III., zakladatelka opatství Dunfermline a patronka Skotska (* 1046/47)
- ? – Olaf III. Norský, norský král (* asi 1050)

## Hlava státu
- České knížectví – Břetislav II.
- Svatá říše římská – Jindřich IV. – Konrád Francký vzdorokrál
- Papež – Urban II.
- Anglické království – Vilém II. Ryšavý
- Francouzské království – Filip I.
- Polské knížectví – Vladislav I. Herman
- Uherské království – Ladislav I.
- Byzantská říše – Alexios I. Komnenos